# Masque Epa

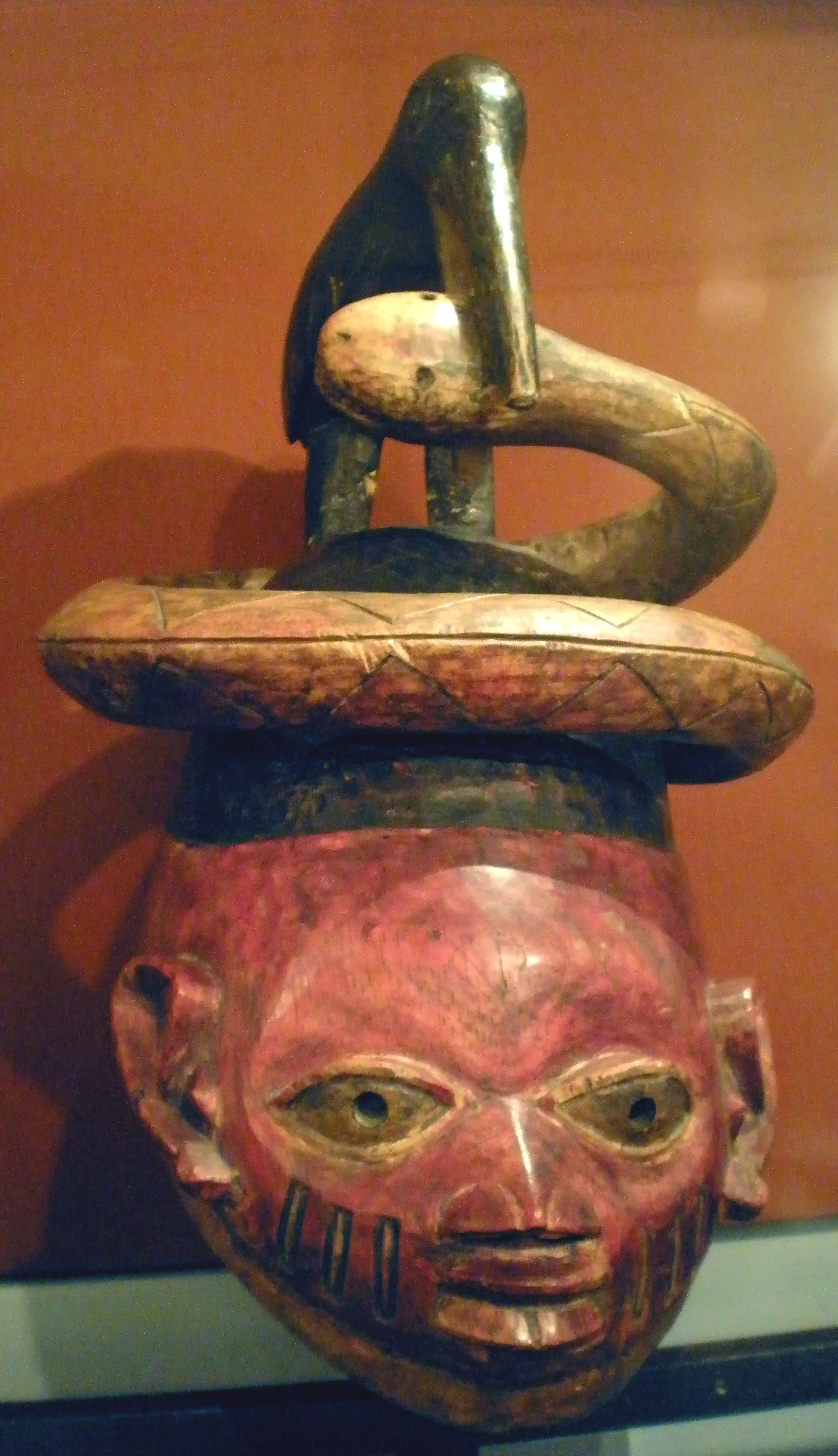
Masque Epa, collection du musée Horniman

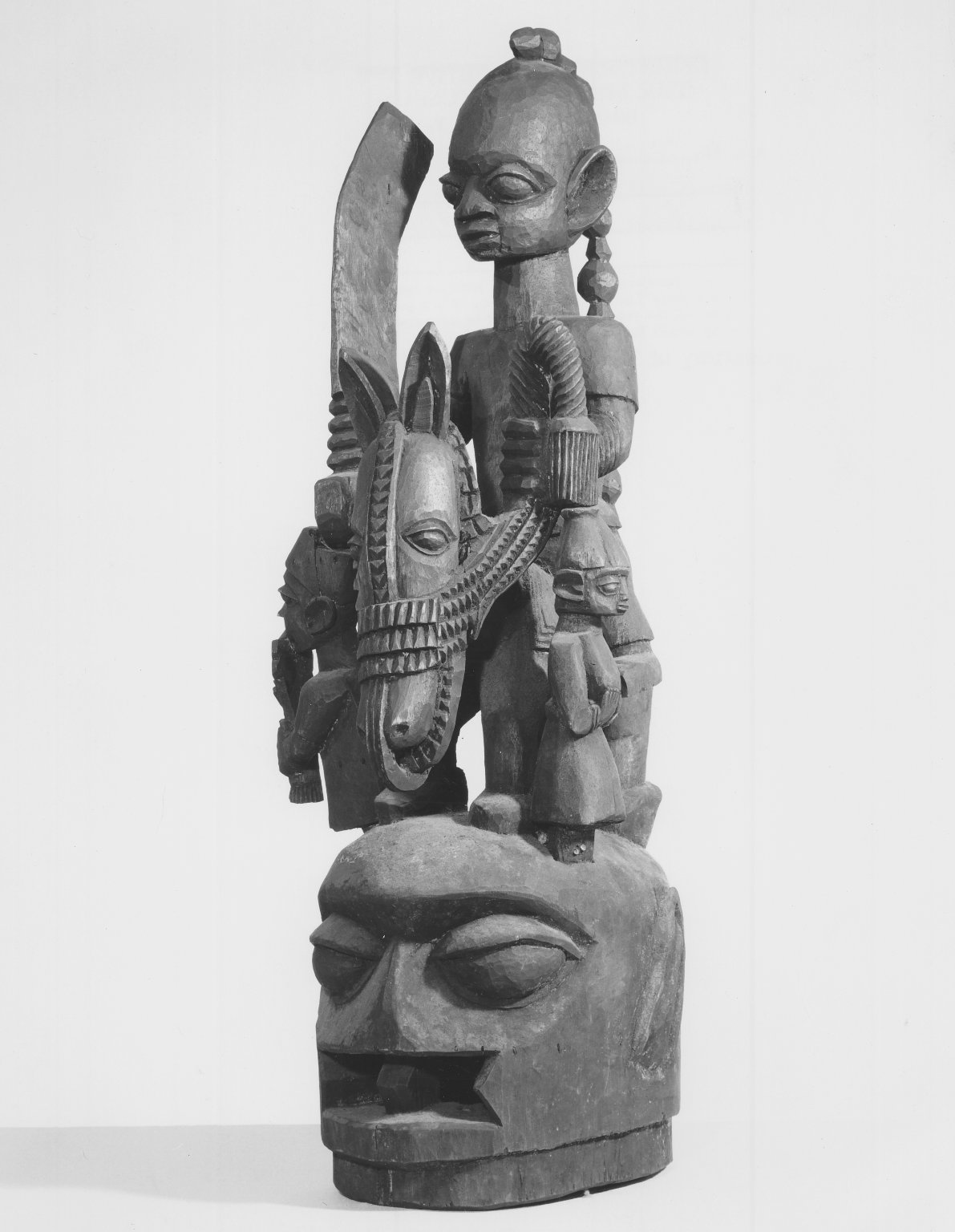
Masque d'Epa, collection du Brooklyn Museum

Un masque Epa est un masque de cérémonie porté par le peuple Yoruba du Nigeria lors de la mascarade Epa. Des sculptures représentant des prêtres, des chasseurs, des fermiers, des rois et des mères sont généralement représentées sur les masques. Ils sont utilisés pour reconnaître les rôles importants au sein de la communauté et pour honorer ceux qui jouent ces rôles, ainsi que les ancêtres qui jouaient ces rôles dans le passé.
Lorsqu'ils ne sont pas utilisés pendant les spectacles, les masques Epa sont conservés dans des sanctuaires où ils font l'objet de prières et d'offrandes de la part des anciens de la communauté.

## Histoire
Les masques Epa sont originaires des dix-sept royaumes qui composent la région d'Ekiti, au nord-est du territoire yoruba. Contrairement à d'autres parties du Yorubaland, l'Ekiti a subi d'importantes influences étrangères. La région a reçu des vagues successives d'immigration en provenance d'Ife au XVIe siècle et des Edos au XVIIe siècle, et a été la cible de raids militaires d'Ilorin et d'Ibadan au milieu ou à la fin du XIXe siècle. Jusqu'au début du XIXe siècle, la région était considérée comme faisant partie du royaume du Bénin. Par conséquent, sa population a une origine ethnique mixte complexe qui a donné naissance à certaines traditions uniques que l'on ne trouvait nulle part ailleurs dans le Yorubaland, mais qui se sont depuis répandues dans les régions d'Iyagba, d'Igbomina, d'Oshun, d'Owo et d'Ijesha. Il n'est pas non plus surprenant de constater que les figures guerrières qui surmontent souvent les masques Epa représentent des héros qui ont fait leurs preuves pendant cette longue période d'instabilité.

## Design
Les masques Epa se composent d'un casque à face de Janus et d'une superstructure figurative souvent élaborée, généralement sculptée d'une figure féminine ou équestre en son centre. Autour de la figure centrale se trouvent généralement des figures plus petites, représentant des commerçants, des musiciens, des chasseurs et d'autres personnages essentiels à la vie communautaire yoruba. De nombreux masques Epa portent des noms tels que « Mère avec des enfants », « Propriétaire de nombreux enfants », « Les enfants me couvrent » (comme un tissu protecteur), « Les enfants sont honorables », « Apporteuse d'enfants », « Mère de jumeaux », « Mère qui allaite » et bien d'autres appellations similaires, qui apparaissent dans les chansons qui accompagnent les danseurs.
Le casque est toujours simplement sculpté, souvent avec deux faces, et rappelle un mortier ou un pot. Ces similitudes sont explicitées dans le terme désignant le casque, tkiko (pot), qui fait allusion au récipient du pouvoir spirituel et de la force de l'autre monde, ase. Les yeux d'un visage sont généralement sculptés ouverts, regardant vers le monde des vivants, tandis que ceux de l'autre visage sont scellés, contemplant le royaume du divin et des ancêtres. Une grande partie du cérémonial yoruba est consacrée au contrôle et à la concentration de cette force divine au profit de la communauté. Le contrôle et la concentration d'ase est un thème central dans les différents épisodes qui composent le festival Epa, et semble également constituer un thème dans d'autres cérémonies dans lesquelles les masques Epa sont utilisés. Les figures équestres des épisodes de l'histoire mouvementée de la région incorporent des représentations de la canalisation de l'ase pour protéger le héros conquérant. Les figures de maternité invoquent ase pour accroître les capacités de procréation et la fertilité, tandis que les références à la médecine expriment également la dépendance du bien-être personnel à l'égard de la canalisation judiciaire d'ase. Peut-être que l'indice iconographique de la signification des masques Epa ne se trouve pas dans leurs superstructures élaborées, mais dans le casque en forme de pot brut lui-même, comme une manifestation de l'efficacité de l'ase pour le bien-être collectif et personnel.

## Contexte rituel
Dans le nord-ouest du Yorubaland, les masques Epa sont conservés par le chef d'une lignée ou un chef de ville au nom de la lignée ou de la communauté. Lorsqu'ils sont utilisés, ils sont chorégraphiés comme sortant de la brousse, où ils retournent une fois le festival terminé. Des offrandes peuvent être faites à un masque avant son utilisation ou pendant la cérémonie. Selon Robert Thompson, « le culte Epa met l'accent sur la transformation des jeunes hommes en spécimens robustes capables de supporter la douleur et d'assumer de lourdes charges ». Le roi Arowolo de lloro a distingué le type d'énergie appartenant au culte d'Elefon, qui concerne les esprits ancestraux, et le culte d'Epa, lié aux mascarades dignes, lentes et patientes des hommes anciens et des héros de la culture.
Si les Yoruba d'Ekiti partagent leurs principales divinités avec les Yoruba d'ailleurs, ils ont également de nombreuses divinités et mascarades qui leur sont propres, ce qui a amené d'autres personnes travaillant sur le terrain à noter que la distinction est moins claire que Thompson ne l'a suggéré. Dans le nord-est du Yorubaland, l'Epa et d'autres masques sont utilisés lors de cérémonies annuelles, qui ont lieu en février ou en mars dans certains endroits ou jusqu'en septembre dans d'autres, afin de promouvoir la fertilité et le bien-être de la communauté. Ils apparaissent également dans les festivals Elefon, organisés pour célébrer le retour des guerriers, pour honorer Ogun, le dieu de la guerre et du fer, et pour marquer la croissance des nouvelles cultures. Ailleurs, ces masques étaient utilisés dans des rites post-buratoires concernant des hommes titrés. Dans un épisode assez constant du festival, le mascaradeur, soutenant un masque qui peut souvent peser 50 livres (23 kg) ou plus, tente de sauter d'un monticule pour augurer de la qualité de la nouvelle année. Une chute ou une perte d'équilibre est considérée comme un mauvais présage qui peut annoncer des malheurs à venir.

## Mascarade Epa
Les premiers auteurs ont interprété les cérémonies de l'Epa comme étant entièrement axées sur la fertilité. Cependant, d'autres ont trouvé que les cérémonies concernaient également les guerriers et le dieu de la médecine Osanyin, et qu'elles étaient liées à la sécurité physique et spirituelle,,, Ojo, Carroll a avancé qu'à un certain niveau, les cérémonies incorporent la reconstitution d'événements historiques. Lors d'une cérémonie enregistrée par Heyden à lloro, Ekiti, des masques surmontés de figures féminines ont été identifiés comme étant les épouses du guerrier Okotorojo, représenté par un masque animal ressemblant à une chèvre ou une antilope.
Okotorojo, le personnage principal du festival, était enchaîné à un autre homme décrit comme ayant le devoir de contenir les pouvoirs sauvages du guerrier ou, paradoxalement, comme le représentant du pouvoir (ase) d'Eleda, qui reste toujours derrière le guerrier pour le rendre invincible au combat.